# Kuvarp

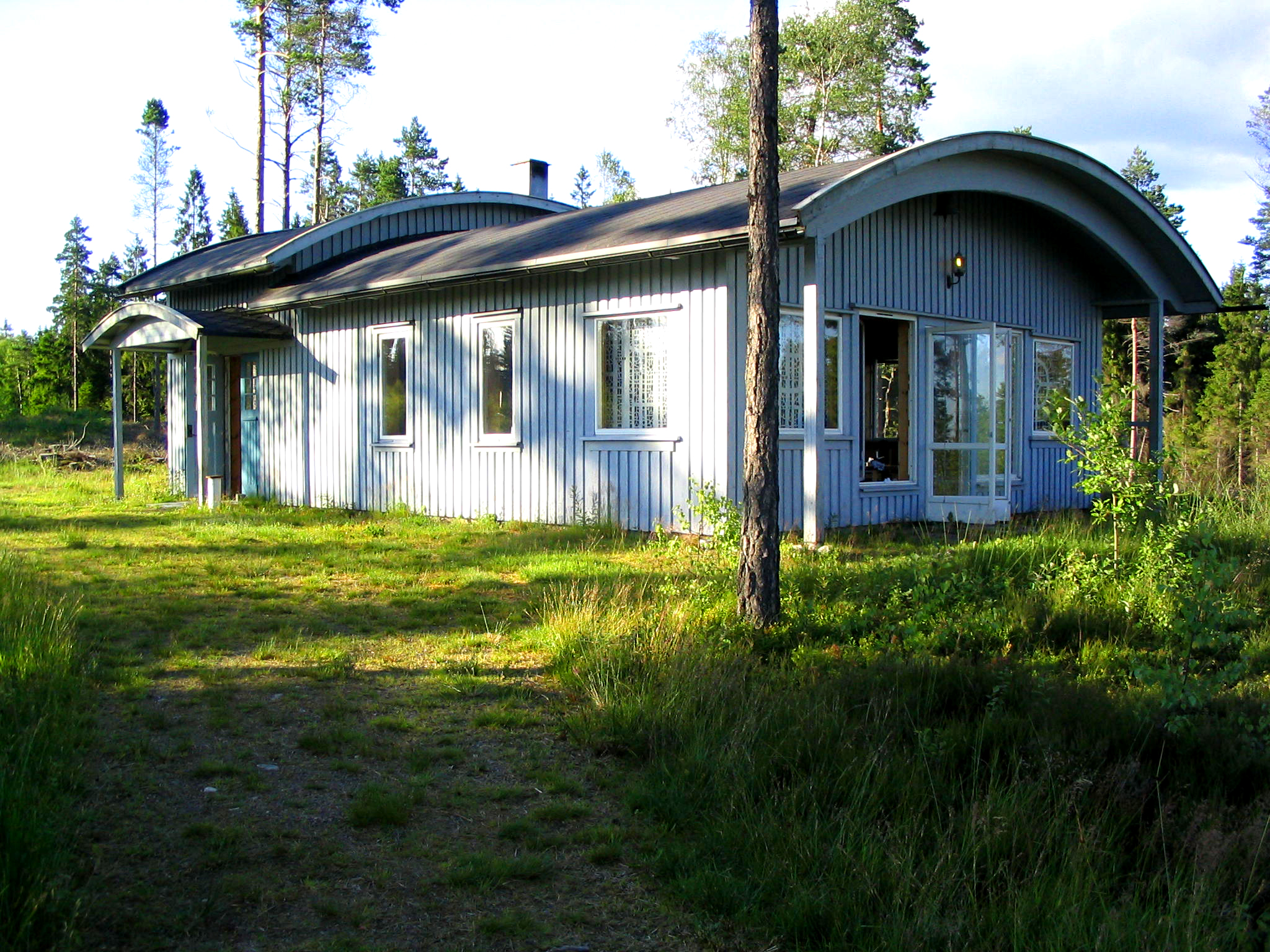
Kapellet i Kuvarp

Kuvarp är en gård i Tranemo kommun. Kuvarp ligger högt beläget med utsikt över västgöta- och smålandsskogarna och är en plats som under många år använts för retreat och för att enskilda och grupper ska kunna dra sig undan vardagslivet för en stund. Kuvarp ägs av Stiftelsen gruppgården Kuvarp med koppling till Equmeniakyrkan och den lokala bygden. Gården har en tydligt öppen prägel.
På gården bedrivs läger och kurser, men här finns också utrymme för enskilda eller grupper att hyra in sig till självkostnadspris. Kuvarp har en enkel prägel och kopplingar till pilgrimsrörelsen och arbetar för att bilda kommunitet, inspirerade av bland annat Iona Community i Skottland.
Kuvarp ligger 1,5 kilometer öster om Ölsremma kyrka inte långt från Ulricehamn.

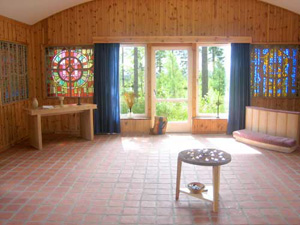
I Kapellet